# أجمل أيام حياتي (فلم)
أجمل أيام حياتي هو فيلم دراما عاطفية مصري انتج عام 1974، وصورت معظم مشاهد هذا الفيلم في لبنان وشطراً منهُ في مصر، وكان من بطولة كل من نجلاء فتحي، حسين فهمي، وعماد حمدي.
وقصة الفيلم مقتبسة من الفيلم الأمريكي الشهير "1934 It Happened One Night "

## قصة الفيلم
تدور قصة الفيلم حول فتاة ثرية مدللة وحيدة والدها الذي يرفض زواجها من شاب تحبهُ فتتفق معهُ على الهرب إلى لبنان عن طريق البحر فتتنكر بهيئة شاب وتلتقي في السفينة بشاب حسين فهمي ويصبحان أصدقاء على أنها شاب ووتتسارع الأحداث ثم يكتشف بانها فتاة وسرعان ما يتولد بينهما الحب وتبدأ قصة جديدة بينهما إلى حصول أحداث غير متوقعة.

## طاقم التمثيل
- سمير شمص

## روابط خارجية
- مقالات تستعمل روابط فنية بلا صلة مع ويكي بيانات